# Neopopulismo
El neopopulismo hace referencia comúnmente a la nueva oleada de populismo, fundamentalmente un populismo de derechas, que ha emergido a nivel internacional con posterioridad a la gran recesión, durante la primera década del siglo XXI. Haciéndose una analogía, es posible establecer que de la misma manera en que a la gran depresión de 1929 le siguió un periodo de nacimiento y auge del fascismo en la década de los años 1930 en Europa, la gran recesión del 2008 dio margen para nuevos partidos populistas de derecha que han ido ganado espacio e influencia creciente, principalmente en Europa, pero también en otras regiones del mundo.
El nuevo populismo se presenta mediante un agente político que es disruptivo respecto de los partidos tradicionales instalados en el sistema político, antagonizando con ellos y en algunas ocasiones pretendiendo una indefinición ideológica –negando a identificarse como de izquierda o de derecha-, aunque el centro de su mensaje se enfoque en un planteamiento antisistema y se esfuercen por inaugurar maneras políticas que busquen guardar distancia de lo habitualmente existente en la arena política.

## Características y trasfondo histórico
Claudio Katz ha señalado que, hasta ahora, la principal diferencia que podría hacerse entre las nuevas derechas radicalizadas y populistas, con el fascismo del siglo pasado, es la masificación de la violencia, pues en la época pasada las milicias armadas desplegaron una insólita violencia organizada que luego pasó a ser ejercida como terrorismo de Estado. Mientras que en el caso de la nueva emergencia populista de derecha, la hostilidad hacia las minorías, la agresividad contra los disidentes y los discursos de odio no han devenido en asesinatos políticos, purgas, masacres, y otras expresiones francas de intolerancia y autoritarismo, sino que se mantienen como una posibilidad. Otra diferencia importante es la aceptación, por lo menos nominalmente, de las normas republicanas y el sistema democrático, cuestión que, si bien puede tener asegunes, nuevamente, hasta ahora, ha permanecido como una regla.
Estas formas políticas, además, no se agotan solamente en la experiencia europea, sino que manifestaciones del mismo tipo pueden encontrarse en casi todas las regiones del mundo. A la revuelta democrática que representó la Primavera Árabe le siguió un período todavía inacabado de conflictos y contrarrevoluciones -el invierno árabe-, encarnadas en formaciones islamistas combatientes que han pretendido reinstalar regímenes dictatoriales y formas de gobierno autoritarias por toda la región, con claras líneas de intolerancia hacia el laicismo y la convivencia religiosa plural. En América Latina, por otro lado, se ha hecho observar la cuestión del desfase temporal entre los fascismos europeos instalados en el poder y las experiencias análogas vividas en esta región, pues su irrupción aquí estuvo acompasada por la represión, persecución e intentos de destrucción de los proyectos de izquierda. En Chile el pinochetismo como régimen tuvo alguna base social antiobrera alimentada por el fervor anticomunista, lo mismo que con los otros regímenes antidemocráticos asentados en el poder a través del Plan Cóndor, este es uno de los puntos, que a decir de Claudio Katz, han hecho desaparecer la discusión sobre la experiencia fascista en el resto del mundo, asumiéndose, de manera errónea, que el fascismo en el poder, en sentido estricto ocurrió solamente en Europa:

Pero se olvida que esa vertiente reaccionaria adoptó formas de fascismo dependiente cuando las clases dominantes de la periferia afrontaron amenazas de envergadura a su dominación. La diferencia cronológica entre ambos escenarios no modifica esas semejanzas. Los picos del fascismo en la periferia se registraron durante la guerra fría y no en 1930-45. Este desplazamiento de las respuestas regresivas virulentas fue congruente con la mutación geográfica de las sublevaciones populares e incluyó masacres de la misma envergadura que las registradas en Europa. Basta recordar, por ejemplo, que el aplastamiento del comunismo en Indonesia se cobró un millón de muertos.

El cambio producido tras el final de la Segunda Guerra Mundial y tras el colapso del bloque socialista se consideran definitorios para que en la mayor parte del mundo se haga patente el “triunfo” de la democracia liberal como modelo político ideal para las naciones, de aquí que este nuevo populismo se plante, en apariencia, metas que no aspiran públicamente a derribar dicho modelo, sino que se construyen en torno a la aversión de objetivos específicos de una amplia variedad, que comparten ciertos aspectos comunes; la inmigración, el multiculturalismo, los acuerdos internacionales –como el combate al cambio climático-, el antifeminismo, la pugna por la relegitimación del racismo, el capacitismo, y la aporofobia, hasta cuestiones que van más allá de esto y que suponen un posicionamiento de asunción del negacionismo de la ciencia y del pensamiento lógico: el antiintelectualismo, el irracionalismo y las teorías de la conspiración.
Una acotación adicional es el planteamiento en torno a los problemas sociales, económicos y políticos después de la gran recesión, pues estas manifestaciones reaccionarias y populistas han sido también en buena medida la expresión de sectores que han querido buscar soluciones a las crisis y a la degradación presente a las sociedades como consecuencia, con la búsqueda de chivos expiatorios al interior de las propias sociedades. La distinción entre esta nueva derecha con el fenómeno del neofascismo, por otro lado, es que no necesariamente reivindica las figuras históricas del fascismo convencional –como Franco, Hitler o Mussolini- pues en vez de esto han logrado un cierto grado de independencia de estas raíces, aunque muchos de sus elementos discursivos sí subsistan hasta la actualidad.
La emergencia de este neopopulismo ha sido un desafío para los partidos tradicionales y para el propio liberalismo, pues mucho de su marco se ha visto erosionado, pudiendo ser inclusive una afrenta los derechos humanos. La disrupción de su agenda y la normalización de su discurso habrá de tener algún impacto en los valores democráticos, cuya consecuencia estará por verse, aunque también se señala que sus posibilidades de crecimiento varían notablemente según el contexto y el área geográfica en donde emergen.

## En Europa
En Europa, por lo menos desde el año 2000, se ha observado la tendencia creciente de la aparición de nuevos partidos radicales de derecha, en lo que se expresa como una nueva oleada de carácter populista de este giro, que han ido ganando terreno en el aspecto electoral y discursivo, ejemplos de esta manifestación han sido la Lega Nord, la Alleanza Nazionale, así como el arribo al gobierno de Giorgia Meloni en Italia, la Fidesz-Unión Cívica Húngara de Viktor Orbán en Hungría, Ley y Justicia en Polonia de los hermanos Kaczyński, Alternativa para Alemania en Europa central, el Freiheitliche, el Österreichische Volkspartei, y el Partei Österreichs de Austria. Se suman de igual manera el Schweizerische Volkspartei de Suiza, el Dansk Folkeparti danés, el Fremskrittspartiet en Noruega, en Bélgica el Vlaams Blok, así como el Partido de la Independencia del Reino Unido, Vox en España y lo que antiguamente fue el Frente Nacional en Francia.
Los elementos comunes de la retórica de esta nueva oleada populista de derecha son la búsqueda de la implantación de políticas xenófobas, particularmente en contra de los musulmanes, una denuncia del establishment político ortodoxo, un nacionalismo de corte conservador y nativista, una agenda en contra de los derechos de la diversidad sexual, en algunos casos, la exaltación del pasado imperialista –como en Francia- y un programa económico neoliberal. Los estudiosos del fenómeno difieren en cuanto a su consideración, entre quienes creen que se trata de un fenómeno típicamente populista por la emergencia de liderazgos carismáticos, y entre quienes encuentran rasgos de un posible resurgir del fascismo del siglo XX, principalmente por los discursos de odio que va en contra de determinados sectores sociales –inmigrantes, minorías étnicas, el movimiento LGBT, y personas identificadas como inmorales, culturalmente inadaptadas, o enemigas de los valores tradicionales. Los autores Moreno Velador y Minutti Sierra sintetizan que muchos de estos planteamientos podrían calificarse como una especie de nacionalismo reaccionario.

## En América
En Perú, el gobierno de Alberto Fujimori tenía habilidad comunicativa con clase media-baja, académicos estadounidenses e ingleses dedujeron que su mandato se acercaba al concepto del neopopulismo. Aun así, el politólogo Fernando Tuesta refirió simplemente como un «caudillo populista», a pesar de que el caudillismo tuvo orígenes en los primeros años de república. Producto de su extenso gobierno, surge el fujimorismo, que el medio Euronews conceptualizó como «populismo neoliberal» y su hija Keiko FujimoriRecientemente Dina Boluarte
En Brasil, después de varias administraciones del Partido del Trabajadores, arribó al gobierno Jair Bolsonaro, un perfil polémico que en varias ocasiones a lo largo de su carrera política despotricó contra la democracia y reivindicó las torturas y violaciones a los derechos humanos que cometió la dictadura militar. Según Pablo Stefanoni, después de la caída el muro de Berlín, el socialismo realmente existente desapareció; pero lo que no desapareció fue el anticomunismo, de tal manera que ante esta ausencia de un enemigo al que identificar y combatir, la retórica de las derechas ultras disparó contra la conspirativa tesis del marxismo cultural, la denuncia de la “ideología de género” y con recrudecidas posturas antifeministas. Esto fue notorio en el campo político previo a la llegada de Bolsonaro al poder, quien además dijo abiertas declaraciones homofóbicas durante la campaña y suscitó el elogio del propagandista estadounidense Steve Bannon.Tanto en su faceta de candidato como de gobernante, Bolsonaro realizó constantes alusiones a llevar a cabo una "limpia" contra los "rojos", y a calificar como terroristas al movimiento de los Sin Tierra y a los Sin Techo, asimismo, promovió varias noticias falsas y teorías de la conspiración alrededor de un supuesto intento de golpe de Estado. Afirmaría varias veces que "policía que no mata no es policía", y se sumaría al movimiento anti cuarentena durante la pandemia de covid. Su candidatura sería respaldada por iglesias evangélicas promotoras de la teología de la prosperidad, de un nacionalismo conservador y desde un discurso revestido por el fundamentalismo cristiano.En 2019 urdio un plan para llevar a cabo un golpe de Estado contra el electo Lula es Silva que llevó a una ocupación del Congreso nacional y la residencia presidencial
En la Argentina surgió el partido La Libertad Avanza de Javier Milei, una formación que ha logrado capitalizar a un sector de la gente inconforme con la política convencional, su líder Milei se ha caracterizado por su constante presencia en medios y por su tono confrontativo y estridente para desplegar planteamientos que se jactan de ser disruptivos. La analista Beatriz Sarlo lo ha calificado como un “utopista” de derecha, creyente de las supuestas bondades idealizadas del capitalismo, con habilidad para comunicar un mensaje sencillo y superficial capaz de ser inmediatamente persuasivo para muchos: “El Estado es peor que un ladrón común y corriente, porque te saca todo; los políticos son sociópatas, porque quieren hacernos creer que no podemos vivir sin ellos. El Estado nos roba y los políticos nos engañan”, el escepticismo social, la desconfianza ante las instituciones democráticas, el hartazgo, la apatía y la falta de involucramiento activo de los ciudadanos en los asuntos públicos, son también un ambiente propicio para el surgimiento de liderazgos que ofrecen soluciones aparentemente fáciles para enfrentar problemas, en este mismo sentido Sarlo ha apuntado:

El populismo de derecha encuentra el camino corto para emocionar y conquistar a los desilusionados. No les habla de las complejidades y conflictos de las democracias. Por el contrario, les habla de la simplicidad que podría alcanzarse si prescindimos de los partidos. Este discurso simplificador es amistoso con los ciudadanos que no tienen ni tiempo ni ganas de intervenir en la esfera pública y, en consecuencia, prefieren un dirigente que vocifere frases simples.

En Chile, ha ocurrido la irrupción del Partido Republicano de José Antonio Kast –de sello ultraderechista o populista de derecha según la fuente- cuya presencia mermó a los partidos de la derecha tradicional –incluyéndose a la histórica UDI-, esta formación ha reivindicado en distintos momentos al régimen pinochetista y ha enarbolado la cuestión de la seguridad y la oposición a la inmigración como importantes cuestiones que le ha granjeado apoyos electorales. Tomando también como banderas la oposición al matrimonio entre personas del mismo sexo, el derecho al aborto, y el discurso conservador radicalizado que apela a los valores tradicionales, empero, aunándose a un discurso duramente confrontacional hacia los partidos de la izquierda y lanzándose en contra de lo que este sector asume que es la corrección política.
Juan Carlos Ubilluz Raygada sostiene que además, en el caso de América Latina, la matriz cultural e histórica de las derechas radicalizadas se encuentra en el pasado anterior a las independencias nacionales, dado “su carácter oligárquico, colonial, racista y patrimonialista”, y que el estilo autoritario de su proceder, tiene su explicación de origen en las dictaduras del siglo XX. Mientras que el modelo de sociedad que defienden es uno acorde al neoliberalismo, una situación parteaguas a raíz del golpe militar en Chile y la llegada de los Chicago Boys a Sudamérica. Pablo Stefanoni sintetiza que: “En toda América Latina está emergiendo también una nueva derecha que articula un voto que se opone a los aciertos. El racismo como rechazo a una visión racializada de la pobreza, y el conservadurismo contra los avances del feminismo y las minorías sexuales. El crecimiento del evangelismo político y la popularidad de políticos y referentes de opinión que declararon la guerra a lo que llaman «ideología de género» son algunos de los vectores para la expresión política de un antiprogresismo crecientemente virulento”.
En los Estados Unidos la llegada de Donald Trump al gobierno, puede ser considerada también como una consecuencia política reactiva a la desindustrialización que ha experimentado el país en décadas recientes, a las derrotas del sindicalismo, las políticas antiobreras que secundaron los gobiernos demócratas al mimetizarse con la reaganomía y la guerra cultural emprendida victoriosamente por los conservadores para socavar las bases de apoyo de la izquierda tradicional. Podría sumarse a esto, la creciente desconfianza con relación al sector público, y la demonización discursiva igualmente creciente contra los adversarios políticos. Aunque su disrupción causara sorpresa, el populismo de derecha ha crecido al interior del Partido Republicano, mostrándose la actualidad de este fenómeno con otros personajes además de Trump, como Ron DeSantis. El despunte de estas tendencias, en todos los casos, se aprovecha en alguna medida de un discurso anti partidos, férreas posturas en contra de la diversidad y el pluralismo y el frontal rechazo al cambio social.